# Громадська організація «Моя Україна»
«Моя Україна» — спортивно-мистецький та духовний центр. Діє у м. Тернопіль.

## Історія
Від 2001 — громадська організація. Президент — Володимир Пласконіс. 

## Діяльність
Серед акцій — конкурс «Людина року Тернопільщини» (від 2001); «Краща газета краю». Встановлюють стипендії відомим громадянам-пенсіонерам м. Тернопіль у галузях освіти, культури, спорту, охорони здоров’я.